# Jürgen Radel

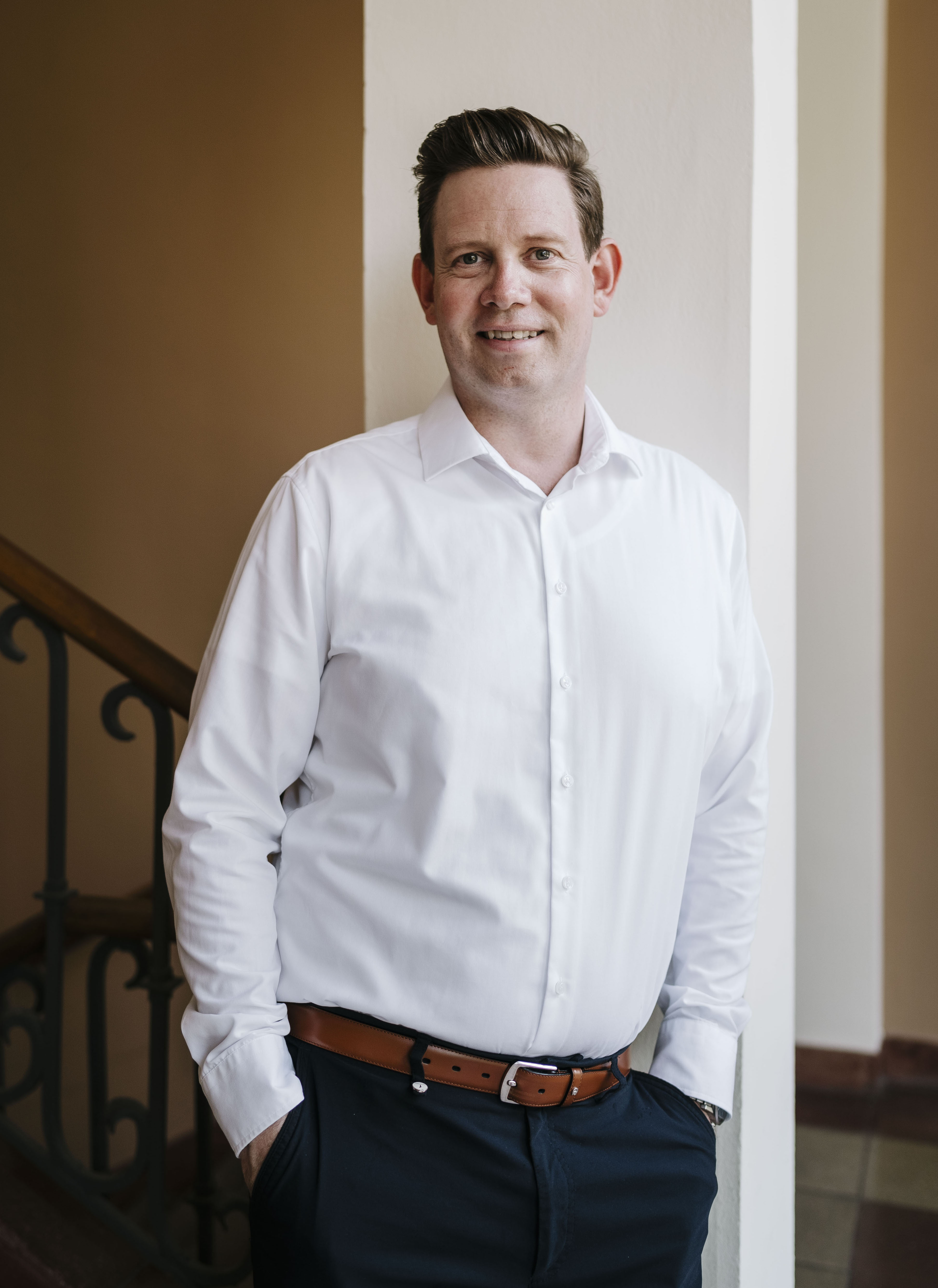
Jürgen Radel (2019)

Jürgen Radel (* 16. Dezember 1975 in Aachen) ist ein deutscher Professor für Betriebswirtschaftslehre an der Hochschule für Technik und Wirtschaft (HTW) Berlin. Er lehrt insbesondere im Schwerpunktbereich „Personal und Organisation“.

## Leben
Nach seinem Abitur am Pius-Gymnasium Aachen, studierte er Betriebspädagogik, Psychologie, sowie Wirtschaft- und Sozialgeschichte an der RWTH Aachen. Neben seiner ersten beruflichen Tätigkeit bei der Viega GmbH & Co. KG, Attendorn, promovierte er extern, am Institut Technik und Bildung (ITB), der Universität Bremen, wo er im Jahr 2010 mit „magna cum laude“ im Themenfeld „Change-Management“ abschloss.
Nach der Promotion wechselte er als Prokurist zu Leschaco, einem Logistik-Dienstleister in Bremen. In Bremen war er Mitglied der Wirtschaftsjunioren Bremen.
Im Jahr 2014 erhielt er einen Ruf an die Hochschule für Technik und Wirtschaft (HTW) Berlin. Seit 2023 ist er Mitglied des NTL Institute for Applied Behavioral Science. 

## Forschung und Lehre
In der Forschung beschäftigt sich Jürgen Radel mit dem Thema Change-Management und dem Widerstand gegen Veränderungen, die aufgrund von Dynamik in Gruppen entstehen oder verstärkt werden können.
Durch den Einsatz von „experiential learning“ lässt er Teilnehmende an seinen Kursen konkrete Effekte, etwa im Zusammenhang mit Widerstand gegen Veränderung, im Hier und Jetzt erleben, anstatt abstrakt zu diskutieren. Für diesen Ansatz wurde er hochschulintern mit dem „Preis für gute Lehre“ ausgezeichnet. Neben der Forschung im Bereich Change-Management ist er zusammen mit Michael Müller-Vorbrüggen Mitautor eines Buches zu Personalentwicklung.

### Experience Centered Teaching/Training Approaches (ECTA)
Gemeinsam mit dem an der FH des BFI Wien tätigen Kollegen,  Roland Schuster, hat er den Ansatz der Experience Centered Teaching/Training Approaches (ECTA) entwickelt, bei dem es darum geht, die Polarität zwischen klassischen Lehr-Lernformaten und gruppendynamischem Erleben zu erforschen.
Ein Ziel von ECTA ist es, den Ansatz der Harvard Business Cases weiterzuentwickeln und Cases aus der aktuellen Situation, in der sich die Lernenden und Lehrenden (ebenso als Lernende) im Hier und Jetzt befinden, gemeinsam zu entwickeln. Dadurch entsteht eine emotionale Beziehung in Echtzeit zu den aus und von der Gruppe entwickelten Cases. Diese dann kognitiv zu erforschen, ist Aufgabe der Gruppe, womit sich der Ansatz dem einer Trainingsgruppe (T-Gruppe) ähnelt, ohne aber vergleichbare starke emotionale Reaktionen hervorzurufen, die in Trainingsgruppen entstehen können. Dadurch findet der Ansatz auch im Unternehmenskontext Akzeptanz, wo etwa Widerstand von Führungskräften untersucht wird.
Um gezielt Emotionen zu erzeugen und Handlungen einer Gruppe analysieren zu können werden, je nach Zielgruppe, unterschiedliche Interventionen eingesetzt.

### Transformation von Organisationen
Im Rahmen der Forschung im Bereich Change-Management interessiert sich Jürgen Radel vor allem für die Frage, inwieweit sich Veränderungen in der Organisation auf Führungskräfte auswirken, die von Veränderungen der Organisation betroffen sind. Während er anwendungsorientiert forscht und hierzu auch coacht, betrachtet er vor allem den Effekt von Rollenveränderungen auf das Individuum. Theoretische Grundlagen sind hierbei unter anderem Rollenanalyse und Objektbeziehungstheorie von Melanie Klein und John Bowlby.
Ein konkretes Anwendungsfeld dieser Forschung ist die Optimierung von agilen Teams und der Effizienz von Scrum Mastern in der Interaktion mit Teams.
Weiterhin begleitet und beforscht er Netzwerkorganisationen und die Auswirkungen der Organisationsform auf die Beschäftigten.

### Forschungsprojekte
Neben den unten genannten Forschungsprojekten arbeitet Jürgen Radel an umsetzungsorientierten Projekten, oft eingebettet in die Lehre an der HTW Berlin. Seine Projektschwerpunkte liegen derzeit in den Bereichen soziotechnische Systeme, agile Teams, Executive Coaching und Gruppendynamik.